# Прімера Дивізіон (Аргентина)

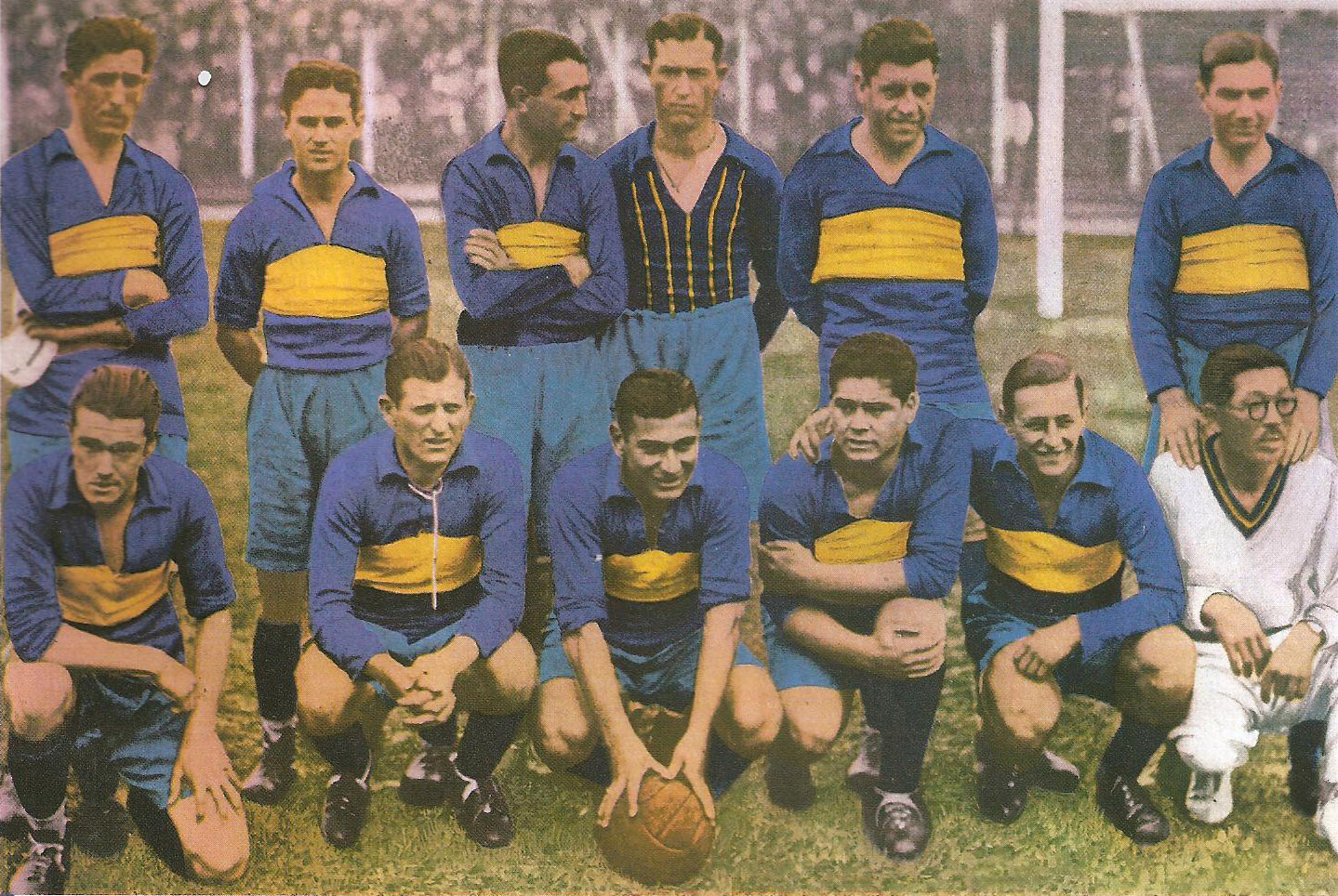
«Бока Хуніорс» — чемпіон 1931

Прімера Дивізіон (ісп. Primera División de Argentina) — найвища футбольна ліга Аргентини, де визначається чемпіон країни та учасники міжнародних клубних змагань. З 1891 по 1930 роки титул чемпіона Аргентини розігрували аматорські клуби. З 1931 року — професійні клуби. Чемпіонські титули професійної епохи аргентинського футболу враховуються окремо від любительського.

## Формат

### Чемпіон
Теперішній футбольний сезон в Аргентині має два рівнозначних чемпіонати. Перший — Інісьяль (з серпня по грудень), другий — Фіналь (з лютого по червень). Правила обох етапів однакові, переможці обох чемпіонатів вважаються чемпіонами («чемпіон Фіналь 2013»), але крім того вони грають у Суперфіналі для визначення чемпіона сезону.
З 1990 по 2012 року сезон ділили на Апертуру та Клаусуру (замість Інісьяль та Фіналь відповідно). Суперфіналу не проводили, обоє переможців вважалися чемпіонами: наприклад, Чемпіон Апертури 2011 року.

### Кубок Лібертадорес
За теперішнього формату до кубка Лібертадорес від Аргентини проходять 5 команд. Це — чемпіони Інісьяля та Фіналя попереднього сезону, а також три найкращі команди окрім чемпіонів. Ці три команди визначають у сумарній таблиці сезону (тобто, додавши очки, набрані в Інісьялі та Фіналі).

### Взаємодія з нижчим дивізіоном
Для визначення команди, що покине дивізіон, використовують таблицю середніх показників команд. Середній показник дорівнює відношенню кількості суми очок, набраних у Прімера дивізіоні протягом останніх трьох років, до суми матчів, проведених протягом останніх трьох років у Прімера дивізіоні. Наприклад, таблиця середніх показників у червні 2012:
| Місце | Команда                 | Сезон 2008-09 Очки | Сезон 2009-10 Очки | Сезон 2010-11 Очки | Загалом Очки | Загалом Матчі | Відношення |
| ----- | ----------------------- | ------------------ | ------------------ | ------------------ | ------------ | ------------- | ---------- |
| 1     | «Велес Сарсфілд»        | 61                 | 82                 | 64                 | 207          | 114           | 1.816      |
| 2     | «Естудьянтес»           | 71                 | 69                 | 50                 | 190          | 114           | 1.667      |
| 3     | «Ланус»                 | 60                 | 63                 | 55                 | 178          | 114           | 1.561      |
| 4—15  | Команди з 4 по 15 місця |                    |                    |                    |              |               |            |
| 16    | «Тигре»                 | 32                 | 50                 | 63                 | 145          | 114           | 1.272      |
| 17    | «Сан-Мартін»            | —                  | —                  | 48                 | 48           | 38            | 1.263      |
| 18    | «Сан-Лоренсо»           | 52                 | 47                 | 44                 | 143          | 114           | 1.254      |
| 19    | «Банфілд»               | 73                 | 47                 | 22                 | 142          | 114           | 1.246      |
| 20    | «Олімпо»                | —                  | 48                 | 29                 | 77           | 76            | 1.013      |

Отож, останні дві команди в такій таблиці покидають Прімера Дивізіон (в цьому випадку Банфілд та Олімпо); їх місце в наступному сезоні займають дві найкращі команди Дивізіону Б. Крім того, дві команди, що посіли 17 та 18 місця (Сан-Мартін та Сан-Лоренсо) проводять двоматчеві плей-оф із 3-им та 4-им місцями Дивізіону Б, переможці яких отримують чи зберігають місце в Прімера Дивізіоні.
При цьому, якщо виникає ситуація, за якої команди в кінці таблиці середніх показників мають однакові середні показники (18-те і 19-те місця, або 16-те і 17-те), то вони проводять між собою додаткові матчі плей-оф. Переможець посідає вище місце, переможений — нижче. Наприклад, 2011 року «Хімнасія і Есґріма» та «Уракан» мали однакові середні показники, при цьому виникало питання: хто посяде 19-те місце і вилетить із Прімери напряму, а хто посяде 18-те і ще матиме шанс у плей-оф. Відтак було проведено очну зустріч цих команд, внаслідок якої «Уракан» програв, посів 19-те місце і вилетів із Прімери напряму.
| Місце | Команда                         | Сезон 2008-09 Очки | Сезон 2009-10 Очки | Сезон 2010-11 Очки | Загалом Очки | Загалом Матчі | Відношення |
| ----- | ------------------------------- | ------------------ | ------------------ | ------------------ | ------------ | ------------- | ---------- |
| 1—15  | Команди з 1 по 15 місця         |                    |                    |                    |              |               |            |
| 16    | «Олімпо»                        | 0                  | 0                  | 48                 | 48           | 38            | 1.263      |
| 17    | «Рівер Плейт»                   | 41                 | 43                 | 57                 | 141          | 114           | 1.237      |
| 18    | «Хімнасія і Есгріма» (Ла-Плата) | 55                 | 37                 | 33                 | 125          | 114           | 1.096      |
| 19    | «Уракан»                        | 58                 | 37                 | 30                 | 125          | 114           | 1.096      |
| 20    | «Кільмес»                       | 0                  | 0                  | 39                 | 39           | 38            | 1.026      |

## Чемпіони за сезоном

### 1931— 1966
| Сезон | Чемпіон         | Віце-чемпіон    | Сезон | Чемпіон         | Віце-чемпіон     |
| ----- | --------------- | --------------- | ----- | --------------- | ---------------- |
| 1931  | «Бока Хуніорс»  | «Сан-Лоренсо»   | 1949  | «Расінг»        | «Рівер Плейт»    |
| 1932  | «Рівер Плейт»   | «Індепендьєнте» | 1950  | «Расінг»        | «Бока Хуніорс»   |
| 1933  | «Сан-Лоренсо»   | «Бока Хуніорс»  | 1951  | «Расінг»        | «Банфілд»        |
| 1934  | «Бока Хуніорс»  | «Індепендьєнте» | 1952  | «Рівер Плейт»   | «Расінг»         |
| 1935  | «Бока Хуніорс»  | «Індепендьєнте» | 1953  | «Рівер Плейт»   | «Велес Сарсфілд» |
| 1936  | «Рівер Плейт»   | «Сан-Лоренсо»   | 1954  | «Бока Хуніорс»  | «Індепендьєнте»  |
| 1937  | «Рівер Плейт»   | «Індепендьєнте» | 1955  | «Рівер Плейт»   | «Расінг»         |
| 1938  | «Індепендьєнте» | «Рівер Плейт»   | 1956  | «Рівер Плейт»   | «Ланус»          |
| 1939  | «Індепендьєнте» | «Рівер Плейт»   | 1957  | «Рівер Плейт»   | «Сан-Лоренсо»    |
| 1940  | «Бока Хуніорс»  | «Індепендьєнте» | 1958  | «Расінг»        | «Бока Хуніорс»   |
| 1941  | «Рівер Плейт»   | «Сан-Лоренсо»   | 1959  | «Сан-Лоренсо»   | «Расінг»         |
| 1942  | «Рівер Плейт»   | «Сан-Лоренсо»   | 1960  | «Індепендьєнте» | «Рівер Плейт»    |
| 1943  | «Бока Хуніорс»  | «Рівер Плейт»   | 1961  | «Расінг»        | «Сан-Лоренсо»    |
| 1944  | «Бока Хуніорс»  | «Рівер Плейт»   | 1962  | «Бока Хуніорс»  | «Рівер Плейт»    |
| 1945  | «Рівер Плейт»   | «Бока Хуніорс»  | 1963  | «Індепендьєнте» | «Рівер Плейт»    |
| 1946  | «Сан-Лоренсо»   | «Бока Хуніорс»  | 1964  | «Бока Хуніорс»  | «Індепендьєнте»  |
| 1947  | «Рівер Плейт»   | «Бока Хуніорс»  | 1965  | «Бока Хуніорс»  | «Рівер Плейт»    |
| 1948  | «Індепендьєнте» | «Рівер Плейт»   | 1966  | «Расінг»        | «Рівер Плейт»    |

### 1967— 1985

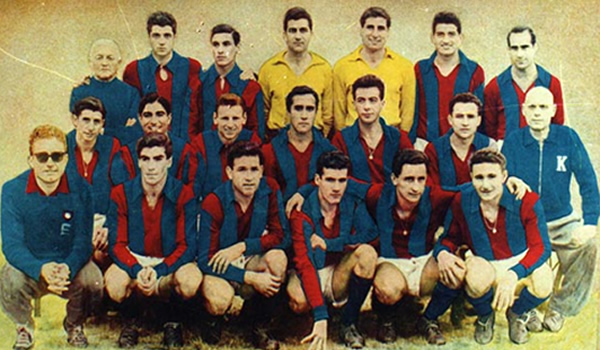
«Сан-Лоренсо» — чемпіон 1959

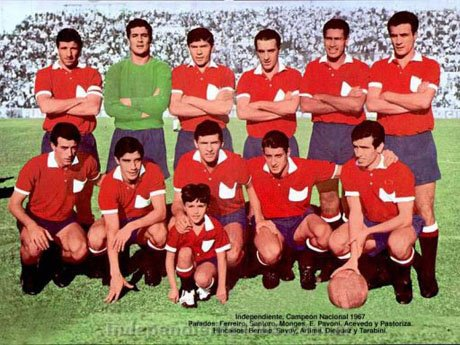
«Індепендьєнте» — чемпіон 1967Н

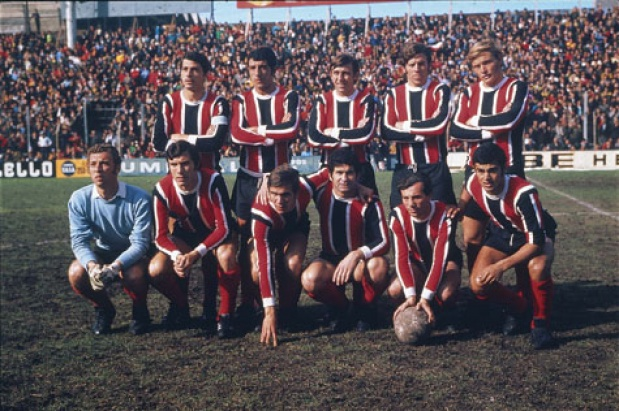
«Чакаріта Хуніорс» — чемпіон 1969М

З 1967 року в країні розігрувалося два, рівноцінних за титулами, чемпіонати. Чемпіонат метрополії («Метрополітано») проводився за круговою системою. Кількість команд та схема проведення національного чемпіонату («Насьональ») постійно змінювалася.
| Чемпіонат метрополії | Чемпіонат метрополії     | Чемпіонат метрополії     | Національний чемпіонат | Національний чемпіонат   | Національний чемпіонат   |
| Сезон                | Чемпіон                  | Віце-чемпіон             | Сезон                  | Чемпіон                  | Віце-чемпіон             |
| -------------------- | ------------------------ | ------------------------ | ---------------------- | ------------------------ | ------------------------ |
| 1967                 | «Естудьянтес» (Ла-Плата) | «Расінг»                 | 1967                   | «Індепендьєнте»          | «Естудьянтес» (Ла-Плата) |
| 1968                 | «Сан-Лоренсо»            | «Естудьянтес» (Ла-Плата) | 1968                   | «Велес Сарсфілд»         | «Рівер Плейт»            |
| 1969                 | «Чакаріта Хуніорс»       | «Рівер Плейт»            | 1969                   | «Бока Хуніорс»           | «Рівер Плейт»            |
| 1970                 | «Індепендьєнте»          | «Рівер Плейт»            | 1970                   | «Бока Хуніорс»           | «Росаріо Сентраль»       |
| 1971                 | «Індепендьєнте»          | «Велес Сарсфілд»         | 1971                   | «Росаріо Сентраль»       | «Сан-Лоренсо»            |
| 1972                 | «Сан-Лоренсо»            | «Расінг»                 | 1972                   | «Сан-Лоренсо»            | «Рівер Плейт»            |
| 1973                 | «Уракан»                 | «Бока Хуніорс»           | 1973                   | «Росаріо Сентраль»       | «Рівер Плейт»            |
| 1974                 | «Ньюеллс Олд Бойз»       | «Росаріо Сентраль»       | 1974                   | «Сан-Лоренсо»            | «Росаріо Сентраль»       |
| 1975                 | «Рівер Плейт»            | «Уракан»                 | 1975                   | «Рівер Плейт»            | «Естудьянтес» (Ла-Плата) |
| 1976                 | «Бока Хуніорс»           | «Уракан»                 | 1976                   | «Бока Хуніорс»           | «Рівер Плейт»            |
| 1977                 | «Рівер Плейт»            | «Індепендьєнте»          | 1977                   | «Індепендьєнте»          | «Тальєрес» (Кордова)     |
| 1978                 | «Кільмес»                | «Бока Хуніорс»           | 1978                   | «Індепендьєнте»          | «Рівер Плейт»            |
| 1979                 | «Рівер Плейт»            | «Велес Сарсфілд»         | 1979                   | «Рівер Плейт»            | «Уніон» (Санта-Фе)       |
| 1980                 | «Рівер Плейт»            | «Архентінос Хуніорс»     | 1980                   | «Росаріо Сентраль»       | «Расінг» (Кордова)       |
| 1981                 | «Бока Хуніорс»           | «Ферро Карріль Оесте»    | 1981                   | «Рівер Плейт»            | «Ферро Карріль Оесте»    |
| 1982                 | «Естудьянтес» (Ла-Плата) | «Індепендьєнте»          | 1982                   | «Ферро Карріль Оесте»    | «Кільмес»                |
| 1983                 | «Індепендьєнте»          | «Сан-Лоренсо»            | 1983                   | «Естудьянтес» (Ла-Плата) | «Індепендьєнте»          |
| 1984                 | «Архентінос Хуніорс»     | «Ферро Карріль Оесте»    | 1984                   | «Ферро Карріль Оесте»    | «Рівер Плейт»            |
| 1985                 | Не проводився            | Не проводився            | 1985                   | «Архентінос Хуніорс»     | «Велес Сарсфілд»         |

### 1986— 1991
В п'ять чемпіонатів Аргентини (1986—1990) проводились по двохкруговій системі. В сезоні 1990/91 звання чемпіона Аргентини розігрувалося в фінальних матчах між переможцями першого кола (Апертури, «Ньюеллс Олд Бойз») і другого — (Клаусури, «Бока Хуніорс»).
| Сезон   | Чемпіон            | Віце-чемпіон       |
| ------- | ------------------ | ------------------ |
| 1985/86 | «Рівер Плейт»      | «Ньюеллс Олд Бойз» |
| 1986/87 | «Росаріо Сентраль» | «Ньюеллс Олд Бойз» |
| 1987/88 | «Ньюеллс Олд Бойз» | «Сан-Лоренсо»      |
| 1988/89 | «Індепендьєнте»    | «Бока Хуніорс»     |
| 1989/90 | «Рівер Плейт»      | «Індепендьєнте»    |
| 1990/91 | «Ньюеллс Олд Бойз» | «Бока Хуніорс»     |

### 1991—2012
Сезон проходить за схемою «осінь-весна». Спочатку грається чемпіонат Апертури (дослівно — чемпіонат відкриття), потім — чемпіонат Клаусури (чемпіонат закриття).
| Апертура | Апертура                 | Апертура             | Клаусура | Клаусура             | Клаусура                 |
| Сезон    | Чемпіон                  | Віце-чемпіон         | Сезон    | Чемпіон              | Віце-чемпіон             |
| -------- | ------------------------ | -------------------- | -------- | -------------------- | ------------------------ |
| 1991     | «Рівер Плейт»            | «Бока Хуніорс»       | 1992     | «Ньюеллс Олд Бойз»   | «Велес Сарсфілд»         |
| 1992     | «Бока Хуніорс»           | «Рівер Плейт»        | 1993     | «Велес Сарсфілд»     | «Індепендьєнте»          |
| 1993     | «Рівер Плейт»            | «Велес Сарсфілд»     | 1994     | «Індепендьєнте»      | «Уракан»                 |
| 1994     | «Рівер Плейт»            | «Сан-Лоренсо»        | 1995     | «Сан-Лоренсо»        | «Хімнасія і Есгріма»     |
| 1995     | «Велес Сарсфілд»         | «Расінг»             | 1996     | «Велес Сарсфілд»     | «Хімнасія і Есгріма»     |
| 1996     | «Рівер Плейт»            | «Індепендьєнте»      | 1997     | «Рівер Плейт»        | «Колон» (Санта-Фе)       |
| 1997     | «Рівер Плейт»            | «Бока Хуніорс»       | 1998     | «Велес Сарсфілд»     | «Ланус»                  |
| 1998     | «Бока Хуніорс»           | «Хімнасія і Есгріма» | 1999     | «Бока Хуніорс»       | «Рівер Плейт»            |
| 1999     | «Рівер Плейт»            | «Росаріо Сентраль»   | 2000     | «Рівер Плейт»        | «Індепендьєнте»          |
| 2000     | «Бока Хуніорс»           | «Рівер Плейт»        | 2001     | «Сан-Лоренсо»        | «Рівер Плейт»            |
| 2001     | «Расінг»                 | «Рівер Плейт»        | 2002     | «Рівер Плейт»        | «Хімнасія і Есгріма»     |
| 2002     | «Індепендьєнте»          | «Бока Хуніорс»       | 2003     | «Рівер Плейт»        | «Бока Хуніорс»           |
| 2003     | «Бока Хуніорс»           | «Сан-Лоренсо»        | 2004     | «Рівер Плейт»        | «Бока Хуніорс»           |
| 2004     | «Ньюеллс Олд Бойз»       | «Велес Сарсфілд»     | 2005     | «Велес Сарсфілд»     | «Банфілд»                |
| 2005     | «Бока Хуніорс»           | «Хімнасія і Есгріма» | 2006     | «Бока Хуніорс»       | «Ланус»                  |
| 2006     | «Естудьянтес» (Ла-Плата) | «Бока Хуніорс»       | 2007     | «Сан-Лоренсо»        | «Бока Хуніорс»           |
| 2007     | «Ланус»                  | «Тигре»              | 2008     | «Рівер Плейт»        | «Бока Хуніорс»           |
| 2008     | «Бока Хуніорс»           | «Тигре»              | 2009     | «Велес Сарсфілд»     | «Уракан»                 |
| 2009     | «Банфілд»                | «Ньюеллс Олд Бойз»   | 2010     | «Архентінос Хуніорс» | «Естудьянтес» (Ла-Плата) |
| 2010     | «Естудьянтес» (Ла-Плата) | «Велес Сарсфілд»     | 2011     | «Велес Сарсфілд»     | «Ланус»                  |
| 2011     | «Бока Хуніорс»           | «Расінг»             | 2012     | «Арсенал»            | «Тигре»                  |

### З 2012 року
Сезон проходить за схемою «осінь-весна». Спочатку грається чемпіонат Інісіаль, потім — чемпіонат Фіналь. Єдиною відмінністю від попереднього формату стало проведення у кінці сезону Суперфіналу між двома чемпіонами для визначення чемпіона сезону.
| Сезон   | Сезон    | Чемпіон            | Віце-чемпіон         | Третє місце            |
| ------- | -------- | ------------------ | -------------------- | ---------------------- |
| 2012-13 | Інісіаль | «Велес Сарсфілд»   | «Ньюеллс Олд Бойз»   | «Бельграно»            |
| 2012-13 | Фіналь   | «Ньюеллс Олд Бойз» | «Рівер Плейт»        | «Ланус»                |
| 2012-13 | Сезон    | «Велес Сарсфілд»   | «Ньюеллс Олд Бойз»   | —                      |
| 2013-14 | Інісіаль | «Сан-Лоренсо»      | «Ланус»              | «Велес Сарсфілд»       |
| 2013-14 | Фіналь   | «Рівер Плейт»      | «Бока Хуніорс»       | Естудьянтес (Ла-Плата) |
| 2013-14 | Сезон    | «Рівер Плейт»      | «Сан-Лоренсо»        | —                      |
| 2014    | Сезон    | «Расінг»           | «Рівер Плейт»        | «Ланус»                |
| 2015    | Сезон    | «Бока Хуніорс»     | «Сан-Лоренсо»        | «Росаріо Сентраль»     |
| 2016    | Сезон    | «Ланус»            | «Сан-Лоренсо»        | Естудьянтес (Ла-Плата) |
| 2016-17 | Сезон    | «Бока Хуніорс»     | «Рівер Плейт»        | Естудьянтес (Ла-Плата) |
| 2017-18 | Сезон    | «Бока Хуніорс»     | «Годой-Крус»         | «Сан-Лоренсо»          |
| 2018-19 | Сезон    | «Расінг»           | «Дефенса і Хустісія» | «Бока Хуніорс»         |
| 2019-20 | Сезон    | «Бока Хуніорс»     | «Рівер Плейт»        | «Велес Сарсфілд»       |
| 2021    | Сезон    | «Рівер Плейт»      | «Дефенса і Хустісія» | «Тальєрес»             |
| 2022    | Сезон    | «Бока Хуніорс»     | «Расінг»             | «Рівер Плейт»          |
| 2023    | Сезон    | «Рівер Плейт»      | «Тальєрес»           | «Сан-Лоренсо»          |
| 2024    | Сезон    | «Велес Сарсфілд»   | «Тальєрес»           | «Расінг»               |

## Досягнення клубів
Тринадцять команд-чемпіонів знаходяться у Великому Буенос-Айресі, «Естудьянтес» (Ла-Плата) в провінції Буенос-Айрес, а два клуби — в місті Росаріо провінції Санта-Фе.
| Клуб                   | Титулів |
| ---------------------- | ------- |
| Рівер Плейт БА         | 36      |
| Бока Хуніорс БА        | 29      |
| Індепендьєнте          | 14      |
| Сан-Лоренсо            | 12      |
| Велес Сарсфілд         | 10      |
| Расінг                 | 9       |
| Ньюеллс Олд Бойз       | 6       |
| Естудьянтес (Ла-Плата) | 5       |
| Росаріо Сентраль       | 4       |
| Архентінос Хуніорс     | 3       |
| Ланус                  | 2       |
| Феррокаріл Оесте       | 2       |
| Уракан                 | 1       |
| Чакаріта Хуніорс       | 1       |
| Кільмес                | 1       |
| Банфілд                | 1       |
| Арсенал                | 1       |